# The Liverbirds

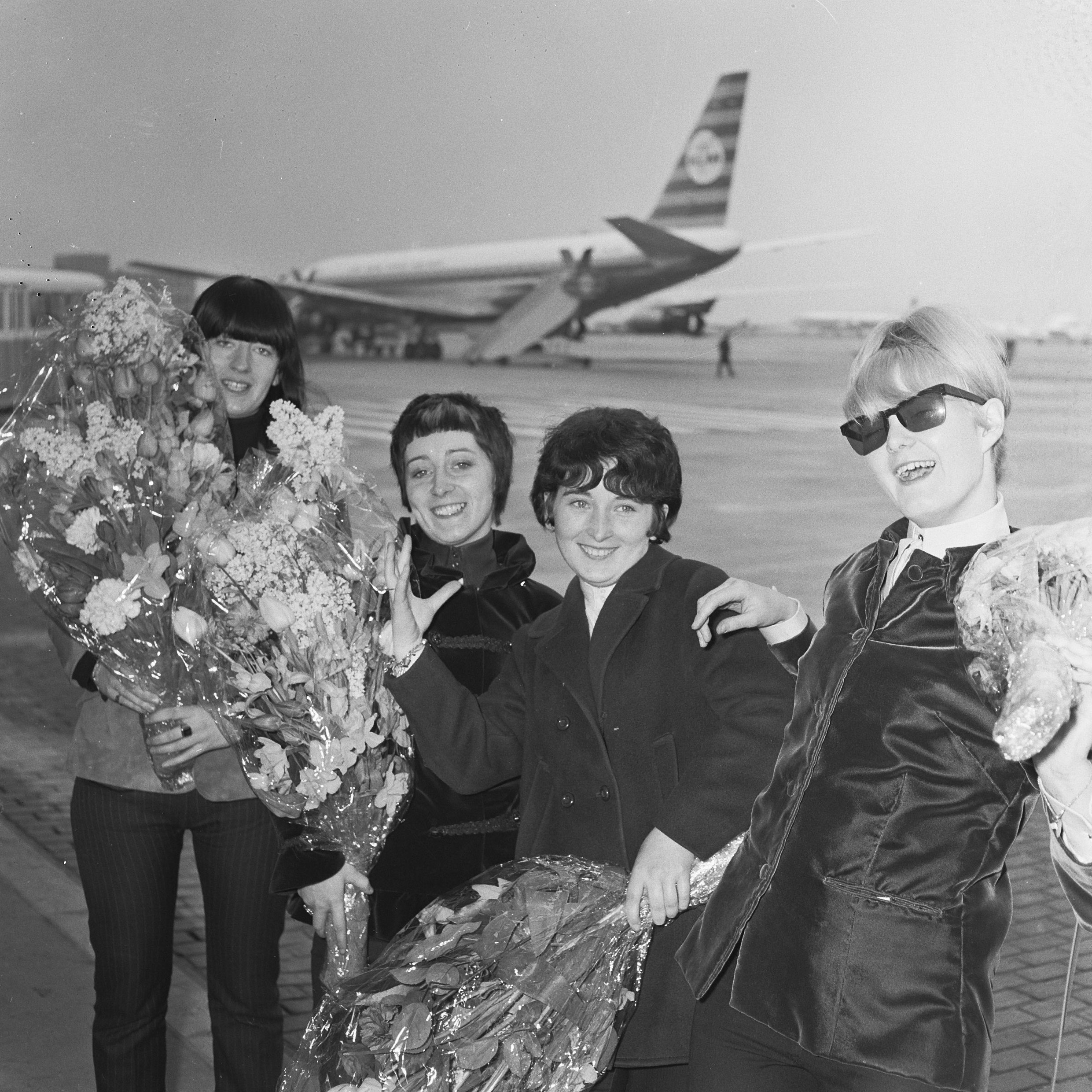
The Liverbirds in april 1965: v.l.n.r. Valerie Gell, Sylvia Saunders, Mary McGlory en Pamela Birch.

The Liverbirds was een vrouwelijke rockband uit Liverpool die tussen 1963 en 1968 optrad. De band bestond uit zangeres/gitariste Valerie Gell (†), gitariste/zangeres Pamela Birch (†), bassiste/zangeres Mary McGlory en drumster Sylvia Saunders. Ze waren destijds een van de weinige vrouwelijke bands, zowel in de Merseybeat als in de rock-'n-roll. De naam is ontleend aan de liver bird, het fictieve symbool van Liverpool.

## Geschiedenis

### Hoogtijdagen
De band werd in 1963 opgericht door Gell, Saunders, en McGlory; samen met gitariste Sheila McGlory (zus van Mary) en zangeres Irene Green. Die laatste twee vertrokken binnen de kortste keren naar andere bands en werden vervangen door Birch. Ze hadden meer succes in Duitsland dan in hun eigen Engeland omdat ze in 1964 het voorbeeld van hun stadgenoten The Beatles volgden en in de Hamburgse Star-Club gingen optreden; ze werden aangekondigd als de vrouwelijke Beatles. John Lennon zou hen destijds hebben gezegd dat meisjes geen gitaar konden spelen; hij kreeg ongelijk, want de Liverbirds groeiden uit tot een van de topattracties van de Star-Club en brachten twee albums en een handvol singles uit op het label van de club. Een van die singles, een cover van Bo Diddley's Diddley Daddy haalde de vijfde plaats in de Duitse hitlijst. In 1968 viel de band uit elkaar; Gell en Saunders kozen voor een gezinsleven, waarop Birch en McGlory door Japan toerden met gastmuzikantes alvorens er een punt achter te zetten. In 1998 gaven de Liverbirds een eenmalig reünieconcert in de Hamburgse club CCH; dit werd mogelijk gemaakt door Die Braut haut ins Auge, ook een band met vrouwelijke muzikanten.

### Later
Drie van de vier bandleden zijn in Hamburg gebleven; alleen Saunders verhuisde naar Spanje waar ze zich met haar echtgenoot John († 2 april 2017) in Alicante vestigde. Saunders woont nu in Glasgow.
McGlory is eigenaresse van het Hamburgse bedrijf Ja/Nein Musikverlag dat ze oprichtte met haar echtgenoot Frank Dostal († april 2017), ooit een collega van de band in de Star-Club en later actief als vicevoorzitter van de GEMA (een soort Duitse Buma/Stemra).
Birch was werkzaam in het lokale clubcircuit; ze overleed op 27 oktober 2009 in het UKE-ziekenhuis. Gell keerde terug naar Hamburg na een jarenlang verblijf in München; ze overleed op 11 december 2016 op 71-jarige leeftijd.

### In andere media
Het verhaal van de Liverbirds werd tot een musical bewerkt; Girls Don't Play Guitars is geschreven door Ian Salmon en Bob Eaton, en ging in 2019 in première in de Liverpoolse Royal Court Theatre. Bandleden McGlory en Saunders waren betrokken bij de productie en voegden zich bij de cast tijdens de toegift.

## Discografie
Albums
- Star-Club Show 4 (1965)[1]
- More of the Liverbirds (1966)[2]

Singles
- "Shop Around" (1964)
- "Diddley Daddy" (1965)
- "Peanut Butter" (1965)
- "Loop de loop" (1966)

Compilation

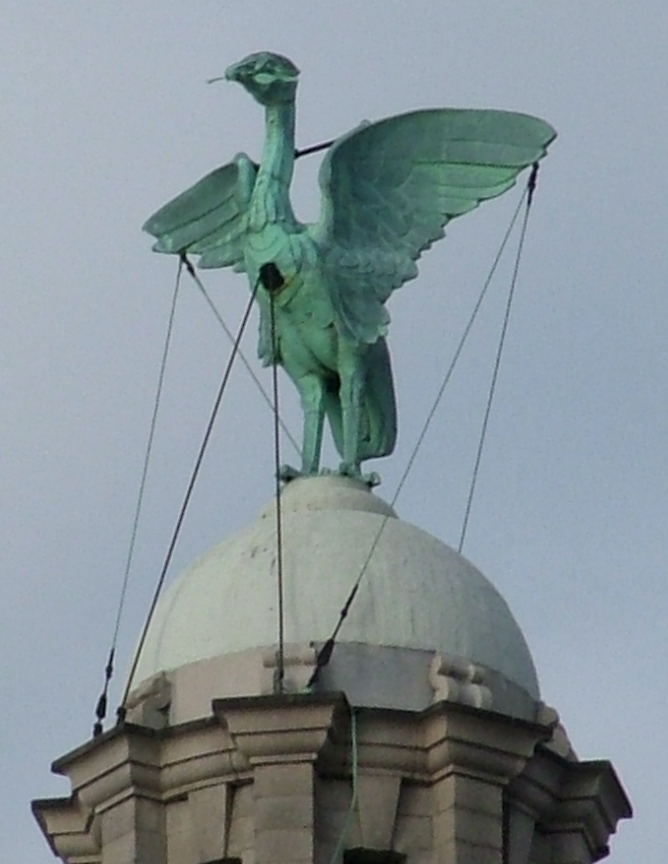
De Liver Bird in Liverpool

- From Merseyside to Hamburg - The Complete Star-Club Recordings (CD, Big Beat CDWIKD 290, 2010)[3]